# 瓦幾語
瓦幾語（Wahgi或Waghi），是巴布亞新畿內亞的一種語言，亦作中瓦幾語（Mid-Wahgi或Mid-Waghi），以與北瓦幾語作區分。瓦幾語現時有語言人口4.5萬人。由於這種語言在1989年才開始作有系統的研究（包括編寫字典、文法規則及作《新約全書》的翻譯），所以我們現時對本語言的資料並不太多，亦有不少錯漏。
在語言學上，瓦幾語有不少特色。它是少數區分不同位置邊音的語言之一，亦是兩種擁有軟腭邊音的語言之一。

## 外部連結
- UCLA語音實驗室資料 （页面存档备份，存于） （英文）